# Cellebroedersklooster (Diest)
Het Cellebroedersklooster is een voormalig klooster in de Vlaams-Brabantse stad Diest, gelegen aan de Koning Albertstraat 68-70.

## Geschiedenis
De cellebroeders deden in 1375 hun intrede in Diest en huisden aanvankelijk in een door Geeraert Van Blankaer afgestaan huis. Vanaf 1481 beschikten zij over een aan het Heilig Graf gewijde kapel. In 1781 werd een nieuwe kapel ingewijd en ook kwam in de tweede helft van de 18e eeuw een geheel nieuw kloostercomplex tot stand. In 1797 werden de Cellebroeders verdreven maar, gezien hun nut als ziekenverzorgers, mochten zij weldra terugkeren en vestigden zich in het oude kanunnikessenklooster Mariëndaal.
Het complex raakte in verval. Omstreeks 2019 werd het terrein verkocht aan een projectontwikkelaar. De kloostergebouwen, waaronder de kapel, zouden worden gerestaureerd en geïntegreerd in een appartementencomplex.

## Gebouw
De kapel heeft een fraai versierd gewelf. In het hoofdgebouw vindt men een fraai bewerkte trap in Lodewijk XV-stijl.